# Otto Wilke (Landtechniker)
Otto Wilke  (* 12. September 1867 in Harber, Provinz Hannover, Königreich Preußen; † 13. Oktober 1947 ebenda) war ein deutscher Landtechnikpionier und Erfinder des Rübenvollernters.

## Leben und Werk
Neben seiner Haupttätigkeit als Landwirt beschäftigte sich Wilke mit der Mechanisierung und Verbesserung von Ernteverfahren, um Arbeitskräfte einzusparen bzw. die Arbeit zu erleichtern.

### Rübenvollerntemaschine
Das Tastrad mit vielen Stiften, auch als „Igeltaster“ bezeichnet, war eine Neuheit und damit entscheidend für die Funktions- und Patentfähigkeit. In der Patentschrift für die „Köpfvorrichtung an Rübenerntemaschinen“ heißt es:
Es sind Rübenerntemaschinen bekanntgeworden, welche auch die Rübenblätter bzw. -köpfe abschneiden und beiseiteschaffen und zu diesem Zweck mit Tastrad, Köpfmesser, Räum- und Fördervorrichtungen versehen sind. Bei den bekannten Einrichtungen kommt der angespießte und abgeschnittene Rübenkopf mit dem Acker in Berührung, so dass die Blätter beschmutzt werden, und wird weiterhin bei Übernahme durch das Band bzw. beim Abstreifen von dem Tastrad gequetscht. Demgegenüber ist es die besondere Aufgabe der Erfindung, das abgeschnittene Gut so schonend und sauber zu ernten, dass es der Wirtschaft im vollen Umfang nutzbar gemacht werden kann. In dem Sinne soll die Vorrichtung nach der Erfindung verhindern, dass das Gut geknickt und gequetscht wird und vom Tastrad oder auf seinem Wege zum Sammelbehälter wieder auf den Erdboden fällt.
Die Erfindung besteht darin, dass von den schräg nach hinten ansteigenden Haltern des Köpfmessers einerseits und dem Tastrad und der Räumvorrichtung anderseits ein bis zu den Förderbändern aufsteigender Kanal gebildet wird, in dem das Gut durch das Tastrad von unten her hochgeschoben und von oben her durch die Räumvorrichtung mit dem Kopf voran den Förderbändern zugeleitet wird. Vorteilhafterweise lässt man die Rücken der an ihrem Umfang sägezahnartig ausgebildeten Scheiben der Räumvorrichtung auf das Gut auftreffen, um Beschädigungen zu verhindern.
Wilke entwickelt die Rübenvollerntemaschine zusammen mit Schlossermeister Heinrich Meisoll aus Hohenhameln. Die erste „Bastelmaschine“ führten sie, als sie funktionstüchtig war, öffentlich vor. Inzwischen, am 5./12. August 1933, hatte Wilke mit der Friedrich Krupp AG in Essen einen Lizenzvertrag abgeschlossen. Zusammen mit der ersten werksgerecht gebauten Maschine gab Krupp 1936 die Lizenz an die Heinrich Lanz AG in Mannheim weiter. Lanz baute ebenfalls eine Maschine, begann aber keine Serienfertigung. Im Bombenhagel des Zweiten Weltkrieges gingen die Maschinen verloren. Nach Kriegsende wurde das Patent von den Alliierten enteignet. Der Fa. Stoll bis 1945 in Torgau, nunmehr in Lengede-Broistedt ansässig, gelang es, das enteignete „Rübenroderpatent“ zu kaufen und sie fertigte Rübenroder in Serienproduktion. Für viele Jahre waren die grün lackierten Maschinen mit dem Schriftzug „Stoll“ marktführend.

### Ährenheber/Halmheber, Getreideabteiler/Spurteiler
Neben seinem Einsatz für den Rübenroder befasste sich Otto Wilke mit Verbesserungen am Mähbinder. Das Getreide – damals waren lange Halme üblich, denn das Stroh wurde für die Tierhaltung benötigt – stand nicht immer senkrecht. Durch unterschiedliche Einflüsse kam es oftmals zu „Lagergetreide“, die Halme lagen dann mehr waagrecht oder waren auch durch Windeinfluss verwirbelt. Um nun das Mähen mit Mähbinder auch bei derartigen Verhältnissen zu ermöglichen, entwickelte er Vorrichtungen zum Mähen von Lagergetreide: Ährenheber/Halmheber, Getreideabteiler/Spurteiler. Diese am bzw. neben dem Schneidwerk angebrachten Bauteile – zunächst angefertigt von Schmiedemeister Fritz Bote in Harber – erwiesen sich als funktionstüchtig.

## Gebrauchsmuster und Patente
- Gebrauchsmuster 1 139 728 vom 27. August 1930, Halmheber.
- Deutsches Reichs-Gebrauchs-Muster (D.R.G.M.) 1 184 063 vom 6. August 1931, Vorrichtung für Bindermäher zum Mähen von Lagergetreide.
- Patentanmeldung W.86613 III/45c2 vom 4. August 1931, Vorrichtung für Bindermäher zum Mähen von Lagergetreide.
- Patentanmeldung W.88727 III/45c2 vom 15. August 1931, Vorrichtung für Bindemäher zum Mähen von Lagergetreide (Spurteiler mit federnder Spitze).
- Deutsches Reichs-Gebrauchs-Muster (D.R.G.M.) 1 187 276 vom 16. August 1931, Vorrichtung zum Mähen von Lagergetreide.
- Deutsches Reichs-Gebrauchs-Muster (D.R.G.M.) 1 188 074 vom 10. September 1931, Vorrichtung für Haspeln an Bindemähern.
- Reichspatentamt, Patentschrift Nr. 649 967, Klasse 45 c; Gruppe 1901, W 90048 III/45 c, Köpfvorrichtung an Rübenerntemaschinen, Tag der Bekanntmachung über die Erteilung des Patents: 26. August 1937, patentiert im Deutschen Reiche vom 8. Oktober 1932 ab.